# プロダクション・プラスエイチ
株式会社プロダクション・プラスエイチ（英: Production +h., Inc.）は、日本のアニメ制作会社。日本動画協会準会員。

## 概要
IGポート傘下のプロダクション・アイジーとシグナル・エムディでプロデューサーを務めた本多史典が、磯光雄監督によるオリジナルアニメ『地球外少年少女』制作のために設立した。もともとはシグナル・エムディ在籍中に企画参加していた作品だったが、色々な条件が整わずに制作が難航していた。そこでどうしても磯にこの作品を完成させたいと思った本多が、当時プロダクション・アイジーの代表取締役社長で現会長の石川光久の後押しと出資者の紹介を受けて独立し、負債を背負いながら設立した。スタジオはプロダクション・アイジーが運営していたレンタルハウススペースの「Studio iG」跡地に開設した。
社名と会社ロゴの由来は「英知の結集」。そこから転じて「hの結晶（=プラスh）」となった。またロゴには、アニメーションを通じて6つの「h」（hope=希望、humor=ユーモア、humanity=人間性、heat=興奮、honesty=誠実、happiness=幸福）を世界中の人々に届けるという意味が込められている。

## 特徴

### 強み
まだ歴史が浅いということもあり、アニメ業界のしがらみや決まりごとに対して柔軟に対応できること。また社長の本多が以前のスタジオで築いてきた人脈によって、アニメ業界の一線級のクリエイターたちとハイクオリティーな作品を作れるということ。

### 施策
アニメーション業界に横たわる労働環境の問題を改善すべく、従来の常識を打ち破るさまざまな施策を講じている。

#### セクションの横断
従来の習慣や工程に囚われず、常に新しい物作りができる環境をクリエイターに提供することを目指している。2020年代に入り、アニメ業界ではすでにPCと机、タブレットなどがあればどの工程も作業可能になってきているにもかかわらず、各セクションがいまだ縦割りになっているのが現状で、職分と機材が一体化しているためにデジタルツールは専門スタッフしか使えない。そこで、専門職だけで分けられていた縦割りの壁を横から破り、クリエイターの職分を横断して積極的に領域を拡張していきたいと考えている。具体的には、無料3DツールのBlenderを会社のシステムとして取り入れた。コスト的に専門職以外は使えなかった従来の3Dツールの場合とは異なり、無料であることでそれ以外のスタッフにも使う機会を与えることができた。

#### 「ジェネラリスト」の受け皿作り、キャリアアップの仕組みの構築
アニメ業界ではこれまで、主にスペシャリストを養成してきたが、それに加えてジェネラリストも育てて行くことを考えている。今の新人たちには、AdobeやBlenderなどのソフトを学生時代から扱っている人が非常に多いにもかかわらず、アニメ制作会社にはそういうジェネラリストたちの受け皿がない。そこで能力を生かせる新しい体制を作りたいと考えている。会社が想定しているジェネラリストは、あくまでも各セクションでスペシャリストと肩を並べて同じように作業するというものである。その一方で、ジェネラリストがどのセクションからでも監督になれるキャリアアップの道を、システムとして構築することも考えている。現在は演出や監督への道筋はほとんど制作か作画の二つのセクションからしかなく、たまに他の職種から突然変異的に監督になる人がいても、システムとしてはないからである。特に演出は業界的に不足しているので、そういった人材の育成と確保の一つの策としても考えている。

### 技術
スタジオ第一作目の『地球外少年少女』では美術設定やメカなどの3DCG表現にBlenderを使用したが、それだけはでなく、作画（2Dアニメーション）にも積極的に用いる「Blender作画」を導入した。これは、Blenderで3DCGによるキャラクターアニメーション作業を行い、監督から芝居とタイミングのOKが出たら、2Dアニメーション制作ソフトウェア（TVPaint AnimationやCLIP STUDIO PAINTを使用）で、あるいは紙で作業するアニメーターの場合は紙に出力して原画作業（清書）を行うという方法である。その後、動画・仕上げ・撮影と作画作業は進行し、最終的な画づくりはAdobe After Effectsによる監督のコンポジットワークで制御された。
かつては3DCGの使用について「何か見たこともないような映像が作れるのではないか」と夢が語られていた時代もあったが、いつしか効率的であることやコストダウンを図れることばかりがメリットとして語られるようになった。確かにそれらも大事だが、出発点である「面白い映像をお客さんに見せる」という目的を忘れてしまっては意味がないと考え、Blenderを導入したという。
しかし、『地球外少年少女』の次の作品では、Blenderも使用するが、3ds Maxをメインツールにする予定となっている。その主な理由は、セル調の表現で豊富な実績をもつPencil+プラグインが利用できることだとしている。また、磯光雄監督によれば、Blenderは個人技能の差が大きく、まだ誰もが使えるものにはなっていないので、現状では他のものに取って代わるものとは言えないとのこと。

## 沿革
- 2020年
  - 7月17日 - 東京都府中市に設立。
  - 9月 – 新型コロナウィルスの蔓延により遅れていたスタジオ開きが行われる[7]。
- 2021年
  - 4月1日 - 一般社団法人日本動画協会に準会員として入会[10].。
  - 7月28日 - 文化庁による2021年度若手アニメーター育成プロジェクト「あにめのたね2022」の受託制作団体に選ばれる[11]。
- 2022年
  - 1月28日 - スタジオ第一作目となる磯光雄監督のオリジナルアニメ『地球外少年少女』がNetflixで世界同時配信開始[12]。
  - 3月23日 - 浅野いにお原作の漫画『デッドデッドデーモンズデデデデデストラクション』を原作としたアニメの制作を発表[13]。

## 作品履歴

### テレビアニメ
| 開始年 | 放送期間 | タイトル   | 監督   | アニメーション プロデューサー | 原作 | 備考 |
| ------ | -------- | ---------- | ------ | ----------------------------- | ---- | ---- |
| 未公表 | 未公表   | ひらやすみ | 未公表 | 未公表                        | 漫画 |      |

### 劇場アニメ
| 公開年 | タイトル                                       | 監督     | 脚本     | アニメーション プロデューサー | 原作       | 備考                     |
| ------ | ---------------------------------------------- | -------- | -------- | ----------------------------- | ---------- | ------------------------ |
| 2022年 | 地球外少年少女                                 | 磯光雄   | 磯光雄   | 本多史典                      | オリジナル |                          |
| 2022年 | 宇宙キャンパー/チッチ                          | 荒川眞嗣 | 横尾千智 | N/A                           | オリジナル | あにめのたね2022参加作品 |
| 2024年 | デッドデッドデーモンズデデデデデストラクション | 黒川智之 | 吉田玲子 | 本多史典                      | 漫画       |                          |

## 関連人物

### アニメーター・演出家
- 磯光雄
- 荒川眞嗣

### 制作
- 本多史典（プロデューサー、代表取締役社長）
- 株本毅（制作デスク）

### その他
- 鈴木哲史（取締役）
- 齋藤雅弘（取締役）
- 依田巽（元取締役）
- 松田知記（元取締役）